# 시크릿 메세지
시크릿 메세지(영어: Secret Message)는 한국의 CJ E&M과 일본의 아뮤즈가 공동 기획하고 네이버 캐스트에서 방영된 한일 합작 웹드라마이다.

## 개요
- 통신사 'TTL 시리즈' 광고와 서태지, god, 박지윤, 브라운 아이즈의 뮤직비디오 감독으로 유명한 박명천 감독과, 단편영화 감독으로 잘 알려진 유대얼 감독이 공동 연출을 맡았다.
- 드라마 제작발표회가 2015년 10월 28일 열렸고, 같은 날 오후 8시 포털 사이트 네이버 V앱에서 '예감회'를 열고 팬들과 소통하는 시간을 나눴다.[5]
- 2015년 11월 2일 한국과 일본 및 아시아, 미주, 남미 등 글로벌 동시 서비스 되었으며, 국내에서는 네이버 캐스트를 통해, 일본에서는 dTV, 태국, 대만 등은 LINE TV를 통해 방송 되었다.
- 드라마에서는 볼 수 없었던 배우들의 숨겨져 있는 다양한 모습들이 전시 된 '시크릿 모먼트 사진전'이 웹드라마 최초로 2015년 14~20일 논현동 모스 스튜디오에서 개최되었다.[6]

## 줄거리
PC통신이 구시대의 유물이 돼버린 지금, 얼굴을 모르고, 쓰는 언어도 다른 삶을 살던 한국남자 우현(최승현)과 일본 여자 하루카(우에노 주리) 두 남녀가 휴대폰 메신저를 통해 첫사랑의 아픔을 극복하고 새로운 사랑을 찾아가는 과정의 이야기.

## 부제
- 제1화 Part 1, Part 2 : 사랑입니까?
- 제2화 Part 1, Part 2 : 거짓말
- 제3화 Part 1, Part 2 : 나를 구해줘
- 제4화 Part 1, Part 2 : 얼굴
- 제5화 : 정전
- 제6화 Part 1, Part 2 : 스티커
- 제7화 : 데이트
- 제8화 Part 1, Part 2 : 우리, 엇갈리다
- 제9화 Part 1, Part 2 : 그립고 그리운
- 제10화 Part 1, Part 2 : 그들만의 인터뷰

## 출연 배우
- 최승현 - 영화감독 지망생, 우현 역[7]
- 우에노 주리 - 하루카 역
- 유인나 - 에이미 역
- 이재윤 - 이재수 역
- 신원호 - 최강 역
- 김강현 - 성준 역
- 후쿠다 사키 - 마리코 역
- 정유미 - 지수 역
- 코이데 케이스케
- 카쿠 켄토